# Alexander Keirincx

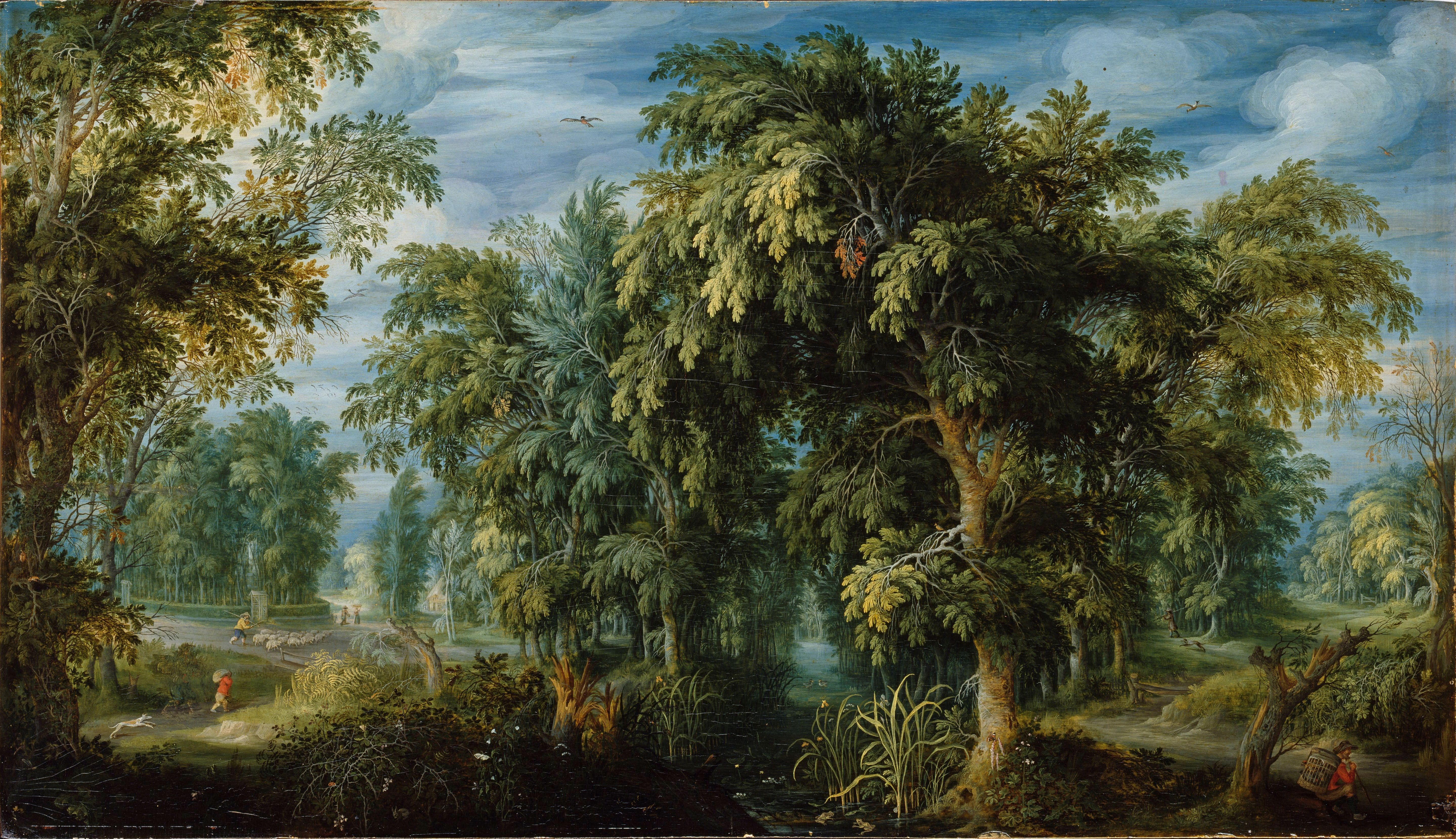
Waldlandschaft, ca. 1622, Staatliches Museum Schwerin

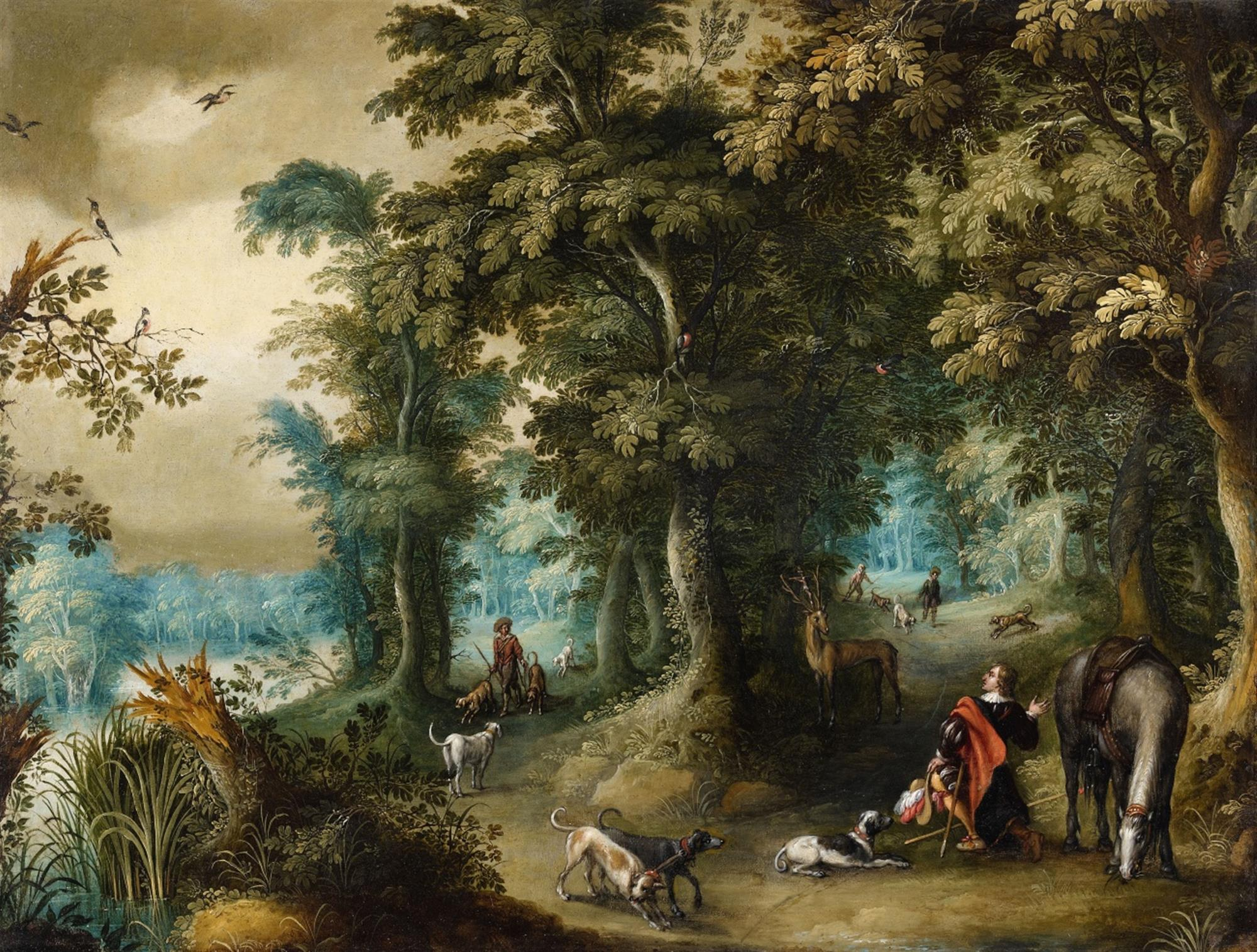
Waldinneres mit dem Heiligen Hubertus, ca. 1615–1635

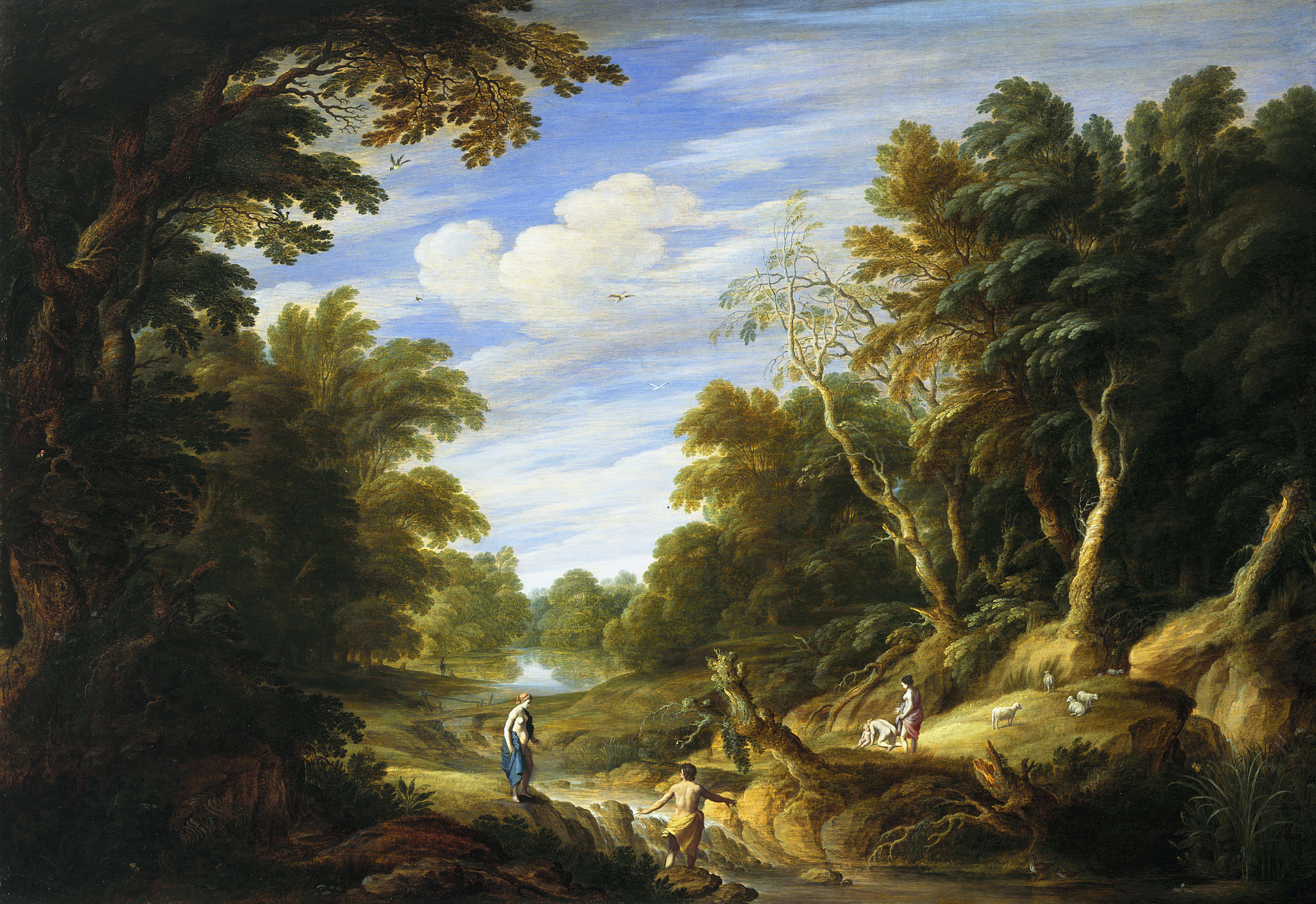
Waldlandschaft mit Figuren, Staffage gemalt von Cornelis van Poelenburgh, ca. 1630, Mauritshuis, Den Haag, Niederlande

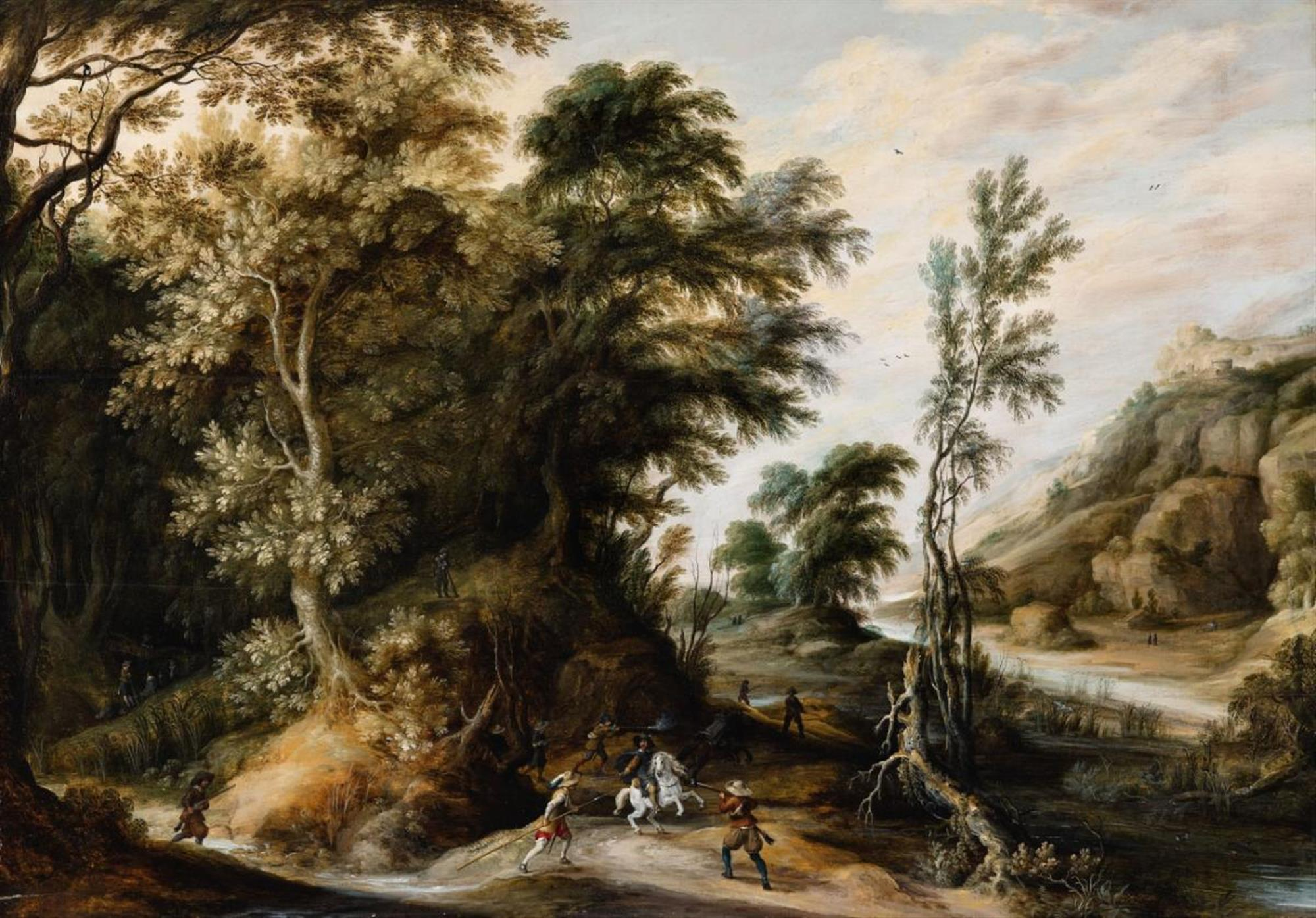
Große Landschaft mit Überfall, 1630–1639

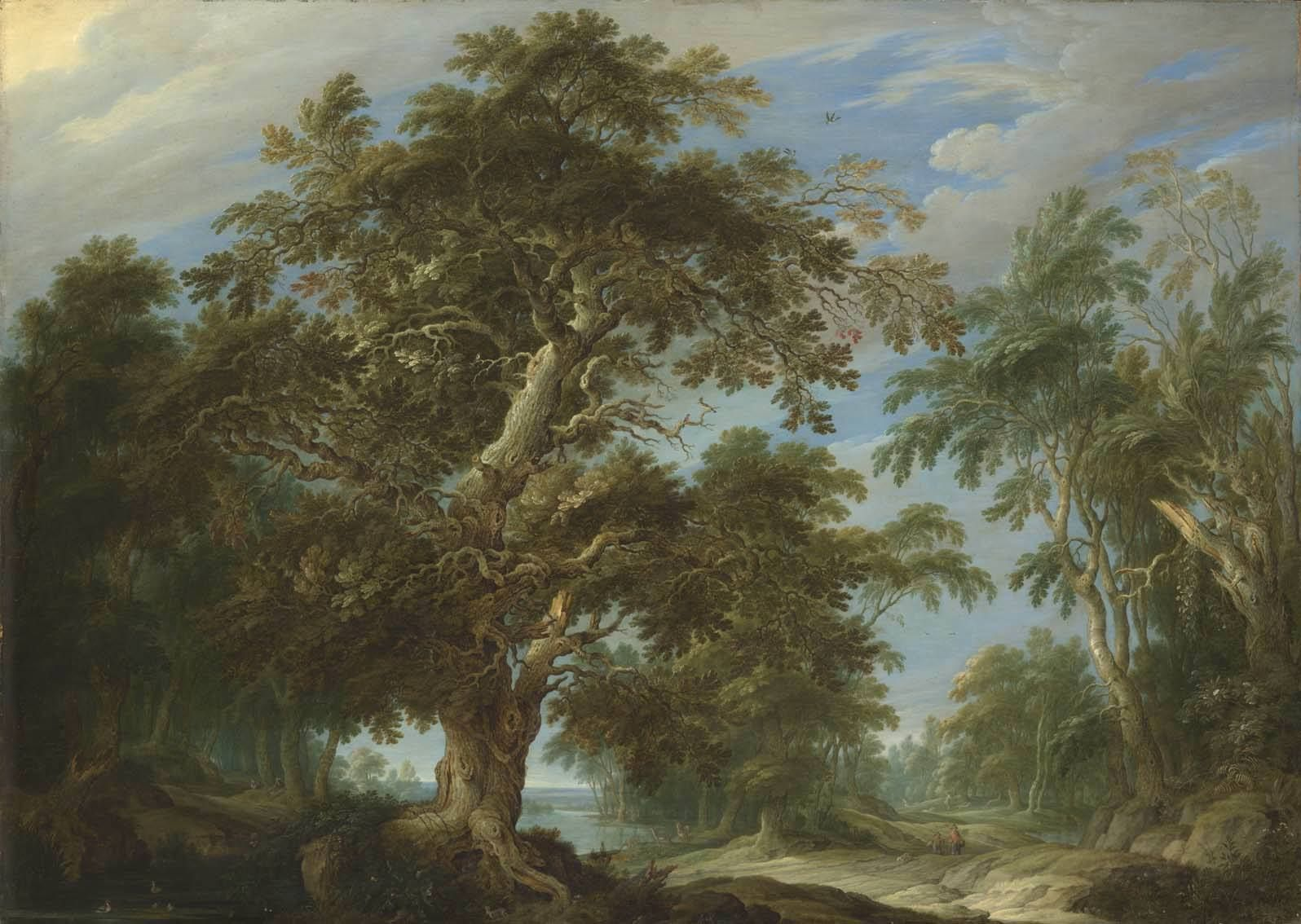
Eichenwald mit Jagdstaffage, 1631, Staatsgalerie Neuburg

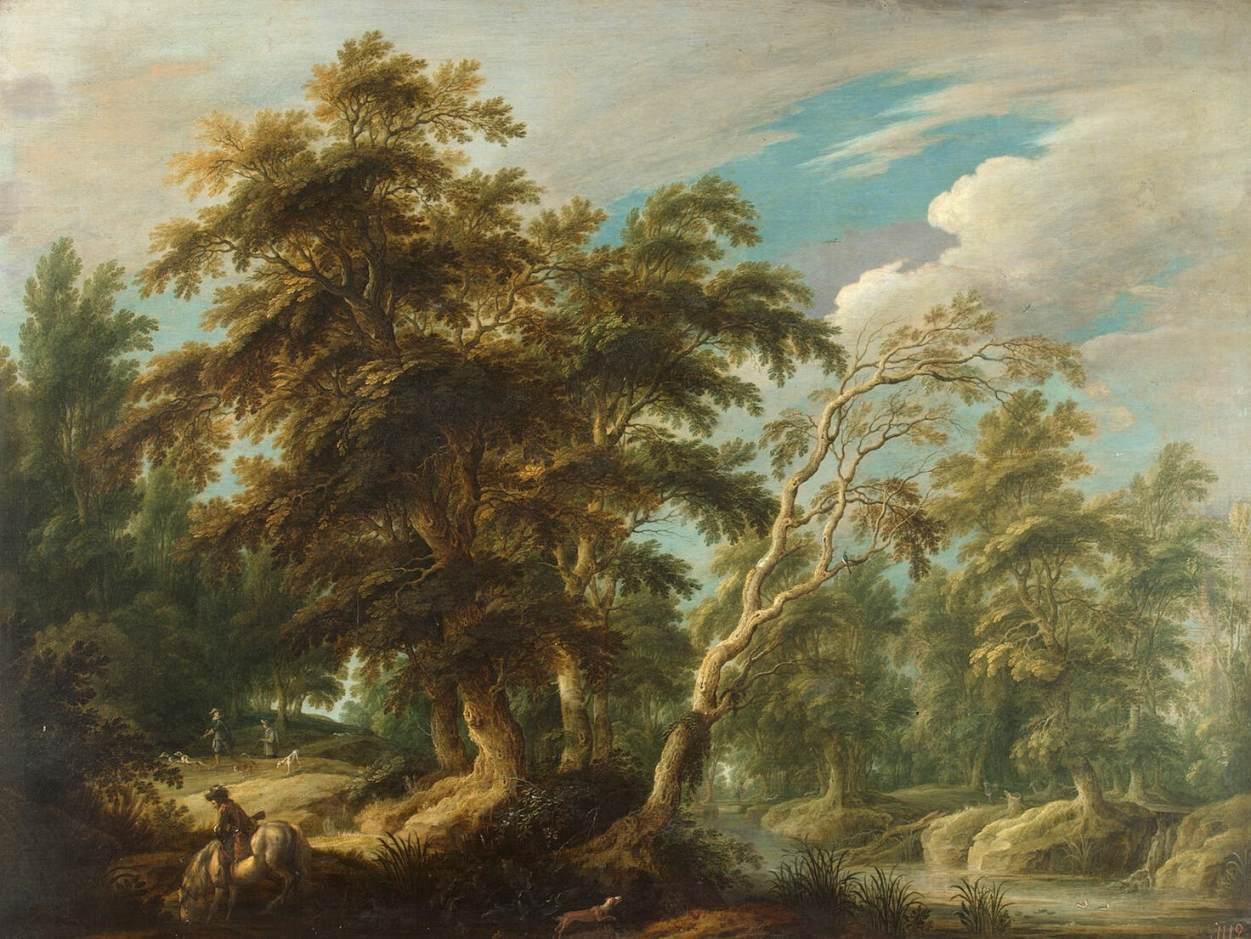
Jäger in einem Wald, 16??, Eremitage (Kleine Eremitage), Sankt Petersburg, Russland

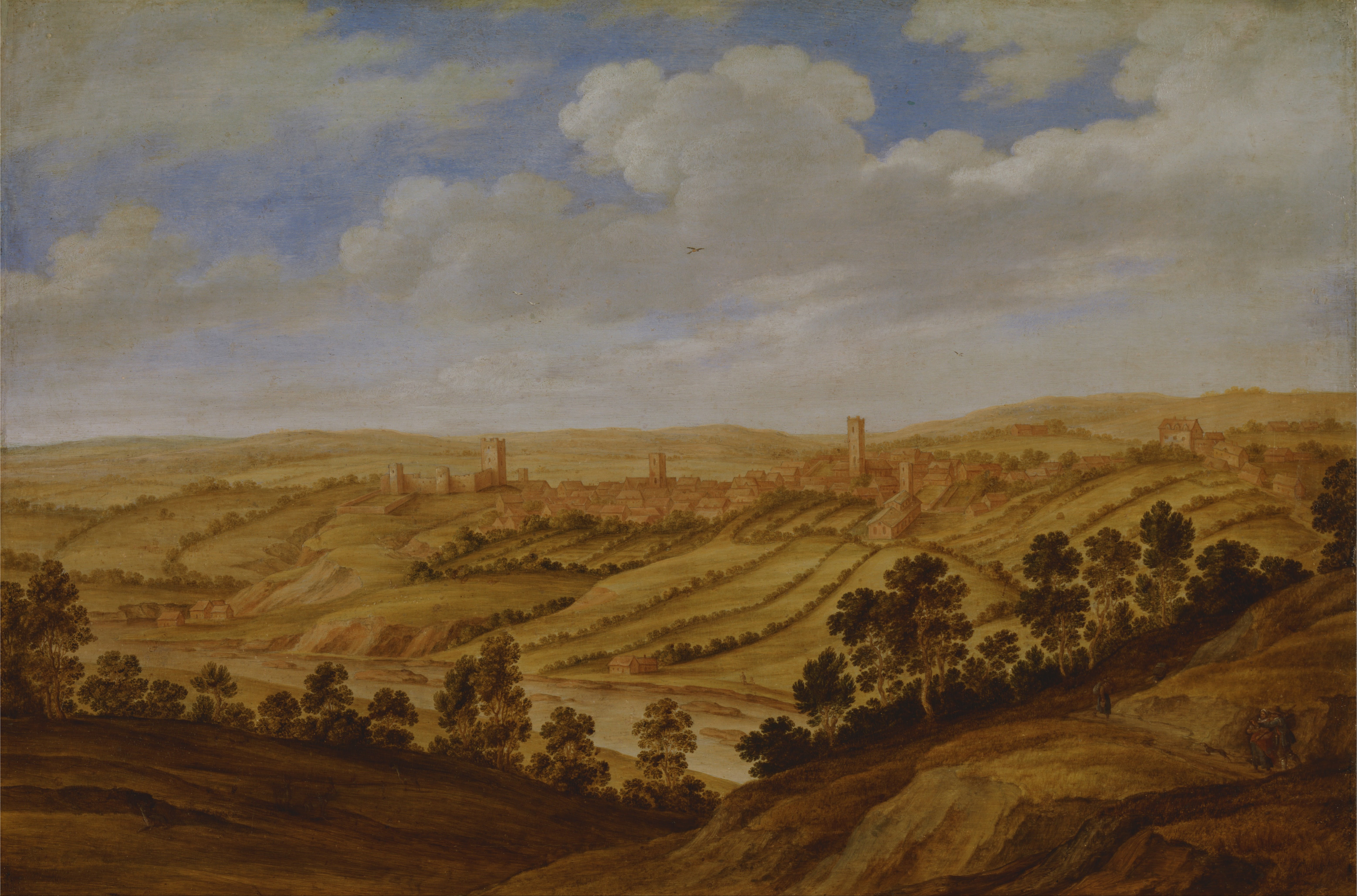
Richmond Castle, Yorkshire, Mai–Juli 1639, Yale Center for British Art, New Haven, U.S.A.

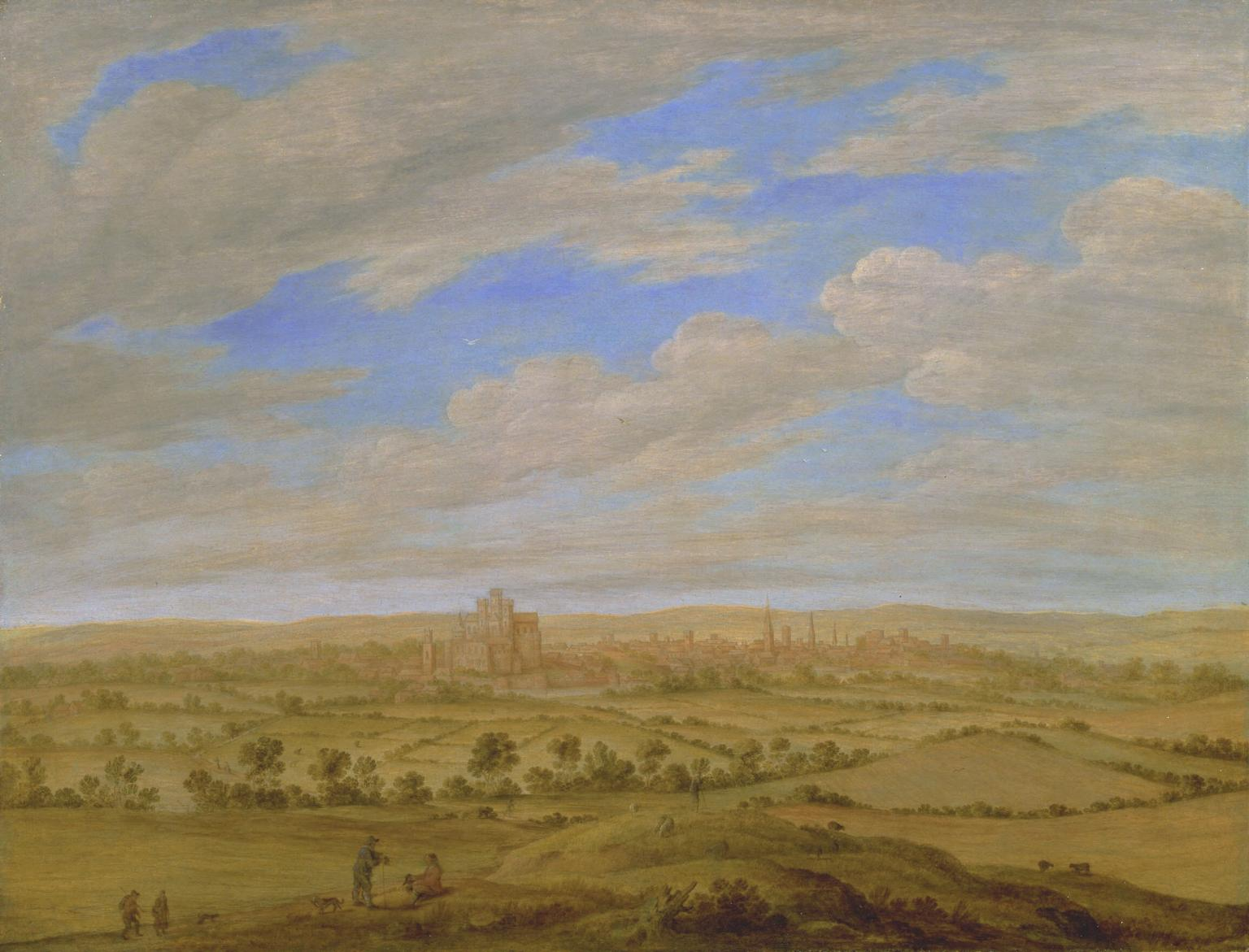
Fernblick auf York, 1639, Tate Britain, London, Vereinigtes Königreich

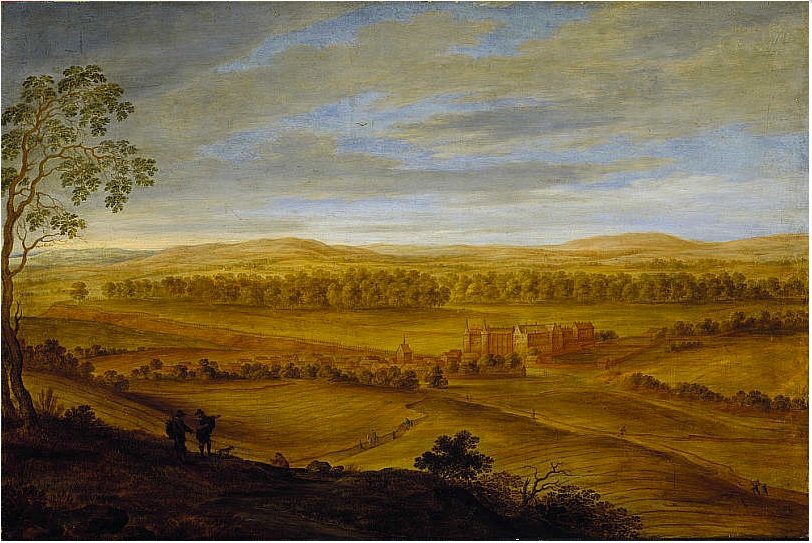
Falkland Palace und Howe of Fife, ca. 1639, Scottish National Gallery, Edinburgh, Vereinigtes Königreich

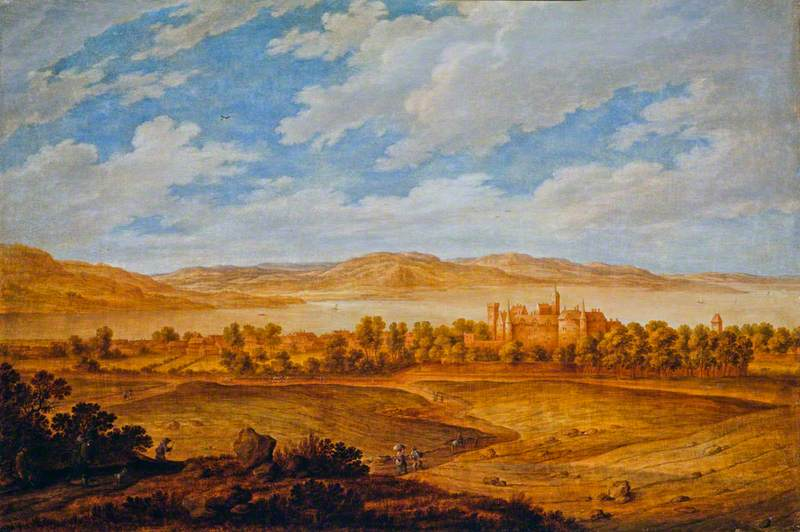
Seton Palace und das Forth-Ästuar (Firth of Forth), ca. 1639, Scottish National Gallery, Edinburgh, Vereinigtes Königreich

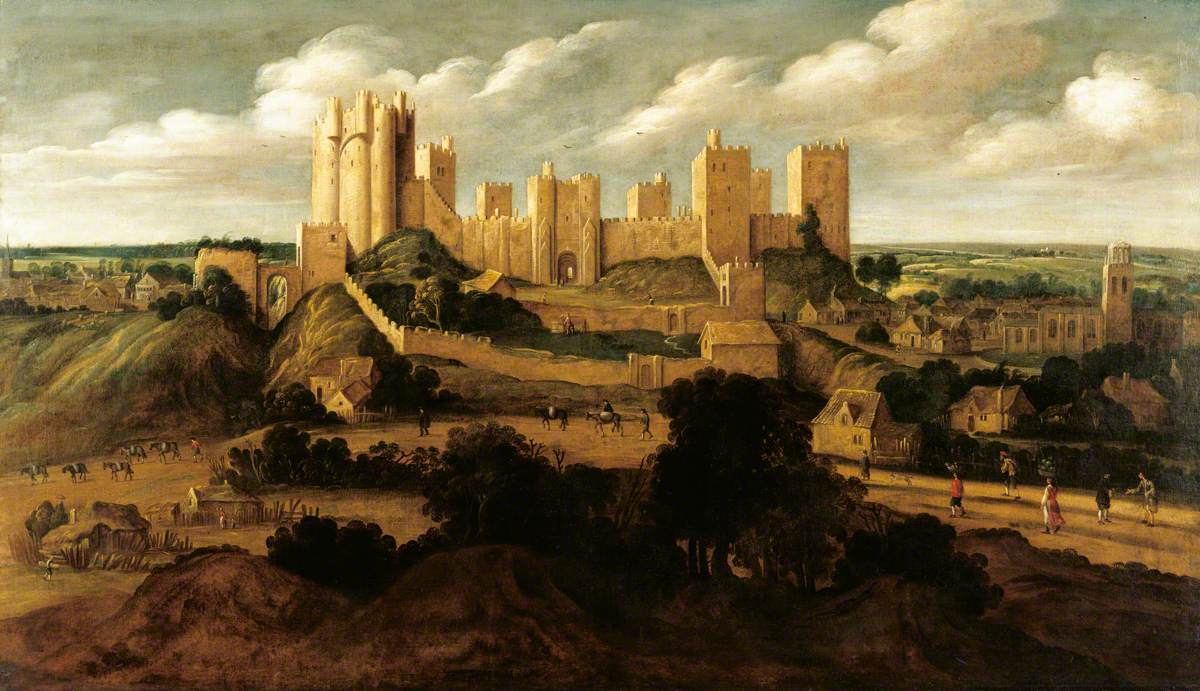
Pontefract Castle, 1640 oder 1641, Pontefract Museum, Pontefract, Vereinigtes Königreich

Alexander Keirincx, unter anderem auch Keirinckx, Keirincks oder Kerrincx, (* 23. Januar 1600 in Antwerpen; † kurz vor dem 7. Oktober 1652 in Amsterdam) war ein flämischer Maler des Barock, der sich im Goldenen Zeitalter der Landschaftsmalerei widmete.

## Leben

### Antwerpen
Alexander Keirincx wurde am 23. Januar 1600 als Sohn von Matthijs Keirincx und Anna Mason in Antwerpen geboren. Das flämische Antwerpen gehörte damals zum besetzten Gebiet der Spanischen Niederlande. Er ging dort bei dem Maler Abraham Govaerts (1589–1626) in die Lehre, der sich auf Waldlandschaften spezialisiert hatte. 1619 trat Keirincx als freier Maler der Antwerpener Lukasgilde bei. Am 18. Juni 1622 heiratete er Clara Mattheus (auch Matheus, Mattheusen, Mattheussen oder Matheussens) in der Sint Jacobskerk (St. Jakobskirche) in Antwerpen. Die Ehe der beiden blieb kinderlos. Sie bezogen ein Haus in der Straße Vleminckfeld. 1624 wurde Aertus (auch Artus) Verhoeven sein Lehrling. Am 9. November 1624 setzten Keirincx und seine Frau ein beiderseitiges Eigenhändiges Testament auf. 1625 muss Keirincx sich in England aufgehalten haben, denn es sollen zwei signierte und datierte Zeichnungen aus der Zeit existieren, die Ansichten von London zeigen. Wieder in Antwerpen, wurde am 14. Februar 1626 von ihm und seiner Frau das Testament zum Kodizill geändert, in dem verfügt wurde, dass die Geschwister der Eheleute außerhalb der Erbschaft mit 24 Gulden bedacht werden.

### Amsterdam
Im Nachlassverzeichnis des Nachlasses von Abraham Govaerts wird 1629 der Wohnort von Keirincx angegeben. Zu dem Zeitpunkt lebte er bereits im Amsterdam der Republik der Sieben Vereinigten Provinzen, die sich von der spanischen Herrschaft losgesagt hatte. Anfang 1632 hielt er sich in Utrecht auf, reiste aber im selben Jahr nach Amsterdam zurück. Mit dem Utrechter Maler Cornelis van Poelenburgh hielt er engeren Kontakt. Einige Werke entstanden in Zusammenarbeit. Er malte die Landschaft und Poelenburgh dann die Figuren bzw. die Staffage. Das war zu der Zeit nichts Ungewöhnliches. Viele flämische und niederländische Maler arbeiteten so an Bildern zusammen. Weitere Maler, mit denen er im Laufe der Zeit zusammenarbeitete, waren unter anderen Paulus van Hillegaert (1596–1640), Hans Jordaens (1590–1643), Dirck van der Lisse (1607–1669), Frans Francken der Jüngere und Pieter Snayers.

### London
1638 reiste Alexander Keirincx wieder nach England, vermutlich mit seiner Frau, denn er bekam den Auftrag von König Karl I. von England, Schottland und Irland, eine Serie von Ansichten englischer und schottischer Landschaften zu malen. Keirincx wohnte und arbeitete in der Orchard Street im Londoner Stadtteil Westminster. Auch seine Frau wohnte dort, zumindest im Januar und Februar 1641, denn es existieren zwei Urkunden aus der Zeit, aus denen das ersichtlich wird. Neben seinem Atelier befand sich das Atelier von Cornelis von Poelenburgh, der zur selben Zeit beauftragt wurde, für Karl I. zu malen. 1640 verhinderte Thomas Howard, 21. Earl of Arundel, dass Keirinxc wegen Schulden an Christiaen van Vianen (Goldschmied in England) in Haft gesetzt wurde. Die Keinrincxs und Poelenburgh verließen 1641 England wieder und reisten in ihre jeweiligen Heimatstädte zurück. Zehn Gemälde Keirincxs, die in Landschaft eingefasste Städte mit Burgen und Schlössern zeigten und im Whitehall Palace hingen, wurden, nach der Hinrichtung Karls I. 1649, am 3. Mai 1650 und am 3. Mai 1951 an den flämischen, in London ansässigen Kunsthändler und Maler Remigius van Leemput (1607–1675) verkauft.

### Lebensende in Amsterdam
1641 waren Keirincx und seine Frau wieder in Amsterdam. Er erwarb am 30. Januar 1652 dort das Bürgerrecht und verstarb auch dort, kurz vor dem 7. Oktober 1652. Der letzte gemeinsame Wohnort mit seiner Frau war ein Haus an der Lauriergracht. Alexander Keirincxs hatte eine Schwester, Maycken, und einen Bruder, Joost, der wiederum die Kinder Clara und Jan hatte.
Alexander Keirincxs Witwe heiratete Jan Joosten van der Vaeck, mit dem sie an der Elandsgracht wohnte, bevor sie zum zweiten Mal Witwe wurde. Sie hatte ebenfalls Geschwister.

### Stil
Alexander Keirincx antwerpener Gemälde sind ganz im Stile der flämischen Landschaftstradition eines Jan Brueghel dem Älteren, Paul Bril, Denijs van Alsloot (ca. 1570–ca. 1626) und noch mehr die eines Gillis van Coninxloo unter dem deutlich spürbaren Einfluss seines Lehrers Abraham Govaerts. Während sich in seinen frühen Werken noch die kontrastreiche Farbigkeit seiner Antwerpener Malerkollegen niederschlägt, zeichnen sich die späteren Werke der Amsterdamer Zeit durch eine einheitlichere, eher zarte, von den niederländischen Malern beeinflusste Tonmalerei aus, die etwas an die Werke von Jan van Goyen oder Salomon van Ruysdael erinnert.

## Werke des Sonderauftrages Linz
Für das von Adolf Hitler geplante Führermuseum in Linz wurden von dem Sonderauftrag Linz auch Werke von Keirincx beschafft. Bekannt sind drei Werke:
- Um 1625: Waldlandschaft mit Holzsammler, Öl auf Holz, 79 × 52,5 cm – Das Werk wurde von Karl Haberstock 1942 für Linz übergeben. Dieser hatte es von dem Kunsthändler J. oder I. da Costa in Neuilly-sur-Seine. Nach dem Einmarsch der U.S. Army im Süden Deutschlands im Zweiten Weltkrieg wurde das Gemälde beschlagnahmt und dem Munich Central Collecting Point am 19. Juli 1945 übergeben. Dort war es bis zum 18. Mai 1946.[4] Danach wurde das Gemälde nach Paris gebracht.

- Um 1625: Waldlandschaft mit Teich, Öl auf Holz, 30 × 24 cm – Das Werk wurde von Hildebrand Gurlitt 1944 für Linz übergeben. Das Gemälde stammt aus einem französischen Privatbesitz.[5] Nach dem Einmarsch der U.S. Army wurde das Gemälde beschlagnahmt und dem Munich Central Collecting Point am 29. Juni 1945 übergeben. Dort war es bis zum 11. Juli 1946.[6] Danach bekam Frankreich das Gemälde und wurde nach Paris gebracht zum Zwecke der Restitution. Es zählt seit 1951 zu dem Bestand der Musées Nationaux Récupération (MNR)[7] und hängt im Louvre in Paris.[8] Entweder war man bei dem Messen des Bildes nicht so genau, oder es wurde ständig kleiner. In Linz hatte es die Maße 35,5 × 30,5 cm, im Collecting Point 30,5 × 26 cm (dort wurde beim Eintragen auch Höhe und Breite verwechselt) und in Frankreich waren die Maße 30 × 24 cm.

- Um 1625: Diana entdeckt den Fehltritt der Kallisto oder auch Der Fehler der Kallisto, Öl auf Holz, 64,5 × 49,5 cm – Das Werk wurde von Maria Almas-Dietrich im Januar 1941 an Hans Posse für Linz übergeben. Diese hatte es Anfang Februar 1940 vom Kunsthaus Lempertz erworben.[9][10][11] Nach dem Einmarsch der U.S. Army wurde das Gemälde beschlagnahmt und dem Munich Central Collecting Point am 4. Juli 1945 übergeben. Im Juni 1949 gelangte es zum Wiesbaden Central Collecting Point und wurde am 21. August 1951 dem bayerischen Ministerpräsidenten Hans Ehard übergeben. 1967 wurde das Gemälde restauriert und gereinigt.[12] Es ist Eigentum der Bundesrepublik Deutschland und befindet sich als Dauerleihgabe im Besitz des Clemens-Sels-Museums in Neuss. Die Provenienzforschung zu dem Gemälde ergab 2009, dass die 1939 verstorbene Frau Helene Tepelmann (Tochter von Heinrich Vieweg, der das Gemälde von Julius H. W. Campe erwarb), deren Sammlung bei Lempertz versteigert wurde, nicht zu den Kollektivverfolgten zählte. Daher konnte ein NS-verfolgungsbedingter Vermögensverlust an dem Gemälde ausgeschlossen werden.[13]

## Gelistete Werke
Bei der Koordinierungsstelle für Kulturgutverluste Lost Art sind drei vermisste Keirincx-Gemälde gelistet:
- Waldlandschaft, 84 × 40 cm, Öl auf Eichenholz, unter sowjetischer Zentralkommandantur seit 1945 oder 1946 vermisst. – Sucher: Berliner Gemäldegalerie[14]
- Wasserlandschaft mit Fahrzeug, Gehöften und Kirche, 65 × 51,5 cm, Ölgemälde aus der Sammlung von Joachim Ernst von Anhalt – Sucher: Eduard Prinz von Anhalt[15]
- Hirschjagd, Öl auf Holz, 54 × 38 cm, Beschreibung: Auf der rechten Seite einer Waldlandschaft verfolgen Jäger zu Pferde einen Hirsch, der fliehend durch ein fließendes Gewässer schwimmt. Im Mittelgrund, auf einer Brücke befinden sich weitere reitende Jäger. – Sucher: Museum der westlichen und orientalischen Kunst Kiew[16]

Bei lootedart.com ist ein Keirincx-Gemälde gelistet, das sich seit 1986 in der Tate Britain in London befindet:
- Fernblick auf York (Distant View of York), Öl auf Holz (Eichenholz), 68,7 × 52,9 cm, 1634 (laut Tate Britain 1639)[17]

## Werke (Auswahl)
Maße: Breite × Höhe
- 1615–1620: Waldlandschaft (ihm zugeschrieben), Öl auf Kupfer, 15,5 × 12 cm – Statens Museum for Kunst, Kopenhagen, Dänemark[18]
- 1615–1620: Waldlandschaft (ihm zugeschrieben), Öl auf Kupfer, 17,5 × 12,5 cm – Statens Museum for Kunst, Kopenhagen, Dänemark[19]
- 1615–1635: Waldinneres mit dem Heiligen Hubertus, Öl auf Kupfer, 58 × 43 cm
- 1620: Weiher am Walde, Öl auf Eichenholz, 35,5 × 28 cm – Gemäldegalerie Alte Meister, Dresden[20]
- 1620 (um): Baumlandschaft mit Ruhe auf der Flucht nach Ägypten, Öl auf Eichenholz, 69,4 × 42,2 cm – Staatsgalerie Aschaffenburg[21]
- 1621: Landschaft mit Gebirgsbach, Öl auf Holz, 89 × 51,3 cm – Herzog Anton Ulrich-Museum, Braunschweig[22]
- 1622 (ca.): Waldlandschaft, Öl auf Holz, 66 × 37 cm – Staatliches Museum Schwerin
- 1625 (ca.): Waldlandschaft mit Teich, Öl auf Holz, 30 × 24 cm – Louvre, Paris, Frankreich (Musées Nationaux Récupération)
- 1625–1650: Waldige Landschaft mit einer großen Eiche, Figuren möglicherweise gemalt von Cornelis van Poelenburgh, Öl auf Leinwand, 111,5 × 141,5 cm – Staatsgalerie Stuttgart
- 1625–1650: Die Ruhepause der Nymphen, Figuren gemalt von Dirck van der Lisse, Öl auf Leinwand, 80,5 × 56,5 cm – Musée des beaux-arts de Carcassonne, Frankreich[23]
- 1630: Waldblick mit großer Eiche, Figuren gemalt von Paulus van Hillegaert oder Hendrick Pacx, Öl auf Leinwand, 126 × 157 cm – Museum Boijmans Van Beuningen, Rotterdam, Niederlande[24]
- 1630 (ca.): Landschaft mit Apollo und der Cumäischen Sibylle (?), Figuren gemalt von Cornelis van Poelenburgh, Öl auf Eichenholz, 106,5 × 74,6 cm – Museum Kunstpalast, Düsseldorf[25]
- 1630 (ca.): Waldlandschaft mit Figuren, Staffage gemalt von Cornelis van Poelenburgh, Öl auf Holz, 92 × 64 cm – Mauritshuis, Den Haag, Niederlande[26]
- 1630 (ca.): Landschaft, Öl auf Eichenholz, 92 × 70 cm – Königliches Museum der Schönen Künste, Antwerpen, Belgien[27]
- 1630 (ca.): Waldlandschaft, Öl auf Holz, 122 × 89,5 cm – Statens Museum for Kunst, Kopenhagen, Dänemark[28]
- 1630–1639: Große Landschaft mit Überfall, Öl auf Holz, 105 × 73 cm
- 1631: Eichenwald mit Jagdstaffage, Öl auf Holz, 106,2 × 75 cm – Staatsgalerie Neuburg[29]
- 1633–1639 (ca.): Landschaft mit Kallistro, Öl auf Holz, 106 × 75 cm, Figuren gemalt von Cornelis van Poelenburgh – Musée Fabre, Montpellier, Frankreich[30][31]
- 1635: Waldlandschaft mit der Versuchung Christi, Öl auf Holz, 83,8 × 53 cm – Alte Pinakothek, München[32]
- 1635 (ca.): Waldlandschaft mit badenden Nymphen, Staffage gemalt von Cornelis van Poelenburgh (zugeschrieben), Öl auf Holz, 61 × 40 cm – Statens Museum for Kunst, Kopenhagen, Dänemark[33]
- 1639 (Mai–Juli): Richmond Castle, Yorkshire, Öl auf Holz, 68,6 × 45,7 cm – Yale Center for British Art, New Haven, U.S.A.[34]
- 1639: Fernblick auf York, Öl auf Eichenholz, 68,7 × 52,9 cm – Tate Britain, London, Vereinigtes Königreich[35]
- 1639: Hügellandschaft mit Blick auf Helmsley Castle, Öl auf Holz, 69 × 53 cm[36]
- 1639 (ca.): Falkland Palace und Howe of Fife, Öl auf Holz, 68,6 × 45,6 cm – Scottish National Gallery, Edinburgh, Vereinigtes Königreich
- 1639 (ca.): Seton Palace und das Forth-Ästuar (Firth of Forth), Öl auf Holz, 68,5 × 45,6 cm – Scottish National Gallery, Edinburgh, Vereinigtes Königreich[37]
- 1640: Hügellandschaft mit Fluss, Öl auf Holz, 85 × 61 cm – Herzog Anton Ulrich-Museum, Braunschweig[38]
- 1640 oder 1641: Pontefract Castle, Öl auf Leinwand, 182 × 106 cm, restauriert 2014 – Pontefract Museum, Pontefract, Vereinigtes Königreich[39]
- Nach 1640: Lichtes Gehölz an einem Bach (unter Vorbehalt Keirincx zugeschrieben), Schwarze Kreide, Pinsel in Grau, auf Papier, 25,2 × 15,4 cm – Hamburger Kunsthalle[40]
- 1643 (ca.): Bewaldete Flusslandschaft mit Rehen, Öl auf Holz – Michele & Donald D'Amour Museum of Fine Arts, Springfield, Massachusetts, U.S.A.[41]
- 164?: Waldlandschaft mit Jägern, Öl auf Holz – Szépművészeti Múzeum, Budapest, Ungarn[42]
- 164?: Landschaft mit Fuhrwagen, Staffage gemalt von Cornelis van Poelenburgh, Öl auf Holz – Nationalmuseum in Danzig, Polen
- 1640–1652 (ca.): Waldlandschaft mit Wanderer, Öl auf Leinwand, 38,5 × 31,5 cm – Musée des beaux-arts de Quimper, Frankreich[43][44]
- 16??: Landschaft mit Kephalos und Prokris, Öl auf Holz, 80,6 × 47,6 cm – Virginia Museum of Fine Arts, Richmond, U.S.A.[45]
- 16??: Diana entdeckt den Fehltritt der Kallistro, Öl auf Holz, 64,5 × 49,5 cm – Clemens-Sels-Museum, Neuss (Dauerleihgabe)
- 16??: Landschaft mit Diana und Aktaion, Öl auf Holz, 64 × 46,5 cm – Eremitage (Kleine Eremitage), Sankt Petersburg, Russland[46]
- 16??: Jäger in einem Wald, Öl auf Holz, 92 × 69 cm – Eremitage (Kleine Eremitage), Sankt Petersburg, Russland[47]
- 16??: Waldweg am Wasser, Öl auf Eichenholz, 99,5 × 57 cm – Gemäldegalerie Alte Meister, Dresden[48]
- 16??: Flussdurchströmte Waldlandschaft, Öl auf Eichenholz, 70,5 × 44,5 cm – Gemäldegalerie Alte Meister, Dresden[49]
- 16??: Teiche am Waldrand, Federzeichnung, blau laviert, 26,1 × 17,4 cm – Kupferstichkabinett Dresden[50]
- 16??: Dorflandschaft, Öl auf Holz, 82,1 × 48 cm – Alte Pinakothek, München[51]
- 16??: Waldlandschaft, Öl auf Holz, 59 × 43 cm – Alte Pinakothek, München[52]
- 16??: Eichenwald, Öl auf Holz – Bayerische Staatsgemäldesammlungen[53]

Weitere Werke befinden sich unter anderem im Fitzwilliam-Museum, im Courtauld Institute of Art, im Bonnefantenmuseum, im Musée des Beaux-Arts de Nîmes, im Musée des beaux-arts de Carcassonne, im Nationalmuseum Warschau, im Grafenburg Barock Museum, in der Kunsthalle Bremen und in der Hamburger Kunsthalle.

## Gruppenausstellungen (Auswahl)
- 1829: Vom Kunstverein in Bremen veranstaltete, erste Kunstausstellung in der Gelehrten Schule im Domkapitelsaal an der Domsheide, Bremen
- 1955: Gemälde der Dresdner Galerie – Alte Nationalgalerie, Berlin
- 2013: Schöne Landschaft – Bedrohte Natur. Alte Meister im Dialog mit zeitgenössischer Kunst – Kunsthalle Osnabrück[57]